# Metopochetus impar
Metopochetus impar är en tvåvingeart som beskrevs av Mcalpine 1998. Metopochetus impar ingår i släktet Metopochetus och familjen skridflugor. Inga underarter finns listade i Catalogue of Life.